# You Could Have It So Much Better
You Could Have It So Much Better is het tweede album van de Schotse indierockband Franz Ferdinand. Het album kwam uit op 3 oktober 2005.

## Nummers
1. "The Fallen" - 3:42
2. "Do You Want To" - 3:38
3. "This Boy" - 2:21
4. "Walk Away" - 3:36
5. "Evil and a Heathen" - 2:05
6. "You're the Reason I'm Leaving" - 2:47
7. "Eleanor, Put Your Boots On" - 2:49
8. "Well, That Was Easy" - 3:02
9. "What You Meant" - 3:24
10. "I'm Your Villain" - 4:03
11. "You Could Have It So Much Better" - 2:41
12. "Fade Together" - 3:03
13. "Outsiders" - 4:02

- Op de Japanse uitgave staat als bonusnummer "Your Diary" (3:08). Dit nummer is ook een B-kant van de Britse single-cd-versie van 'Do You Want To'.
- Op de Japanse uitgave staat als bonusnummer "Fabulously Lazy" (2:55). Dit nummer is ook een B-kant van de Britse single-dubbel-cd-versie van 'Do You Want To'.
- Voor iTunes kwam er een exclusief nummer van 'Do You Want To' live in Princes Street Gardens, Edinburgh.

## Singles
Van dit album komen de singles "Do You Want To", "Walk Away", "The Fallen" en "Eleanor, Put Your Boots On".